# Janelle Monáe
Janelle Monáe Robinson, coneguda com a Janelle Monáe (Kansas City, 1 de desembre de 1985), és una persona no-binària, cantant, productora i actriu estatunidenca.

## Biografia
Des de petita l'atreia la música. Va estudiar i se'n va anar de la seva ciutat cap a Nova York, ja que volia esdevenir artista de musicals a Broadway. Monáe va decantar més la seva vida cap a la música pop, ja que era el que més li agradava. Es va mudar a Atlanta on va fundar la Wondaland Arts Society. Va tenir dues amigues que li van donar suport durant la carrera. Després, va conèixer Big Boi, membre d'Outkast, qui fer va descobrir l'artista a Sean Combs, raper que va descobrir la discografia de Bad Boy Records. Monáe va començar el seu primer treball oficial a 2006 amb Sean Combs. Va començar a treballar a Metropolis. La seva primera producció, Metropolis: Suite I (The Chase) (2007), va ser publicada només a internet però, gràcies al gran èxit en aquell remix, el van interpretar en públic. Després d'aquella cançó va començar a tenir èxit. La van convidar a participar en festivals com SXSW, on va actuar com a telonera de No Doubt i va ser nominada als Premis Grammy.

## El seu primer disc
El 18 de maig novembre de 2010, Monáe va publicar el seu nou disc, el títol del qual és The ArchAndroid. Per cada cançó de l'àlbum va fer un videoclip per fer una pel·lícula basada en l'àlbum.

## Discografia
- 2007: Metropolis: Suite I (The Chase) (EP)
- 2010: The ArchAndroid (Suites II and III)
- 2013: The Electric Lady
- 2018: Dirty Computer
- 2023: The Age of Pleasure

## Filmografia
| Any  | Títol          | Paper        | Notes             |
| ---- | -------------- | ------------ | ----------------- |
| 2014 | Rio 2          | Dr. Monae    | Veu, banda sonora |
| 2016 | Moonlight      | Teresa       |                   |
| 2016 | Hidden Figures | Mary Jackson |                   |

## Premis i nominacions
| Any  | Premi                  | Categoria                                    | Resultat   |
| ---- | ---------------------- | -------------------------------------------- | ---------- |
| 2009 | Premis Grammy          | Millor interpretació Alternatiu (Many Moons) | Nominada   |
| 2010 | Premis ASCAP           | Premi de vanguardia                          | Guanyadora |
| 2010 | MTV Video Music Brazil | Aposta Internacional (International Bet)     | Nominada   |
| 2010 | Soul Train Awards      | Premi Centric                                | Guanyadora |